# モッコウバラ
モッコウバラ（木香茨、木香薔薇、学名：Rosa banksiae）は、中国原産のバラ。種小名は植物学者ジョゼフ・バンクスの夫人にちなむ（命名はロバート・ブラウンであり、ウィリアム・エイトンの著書中で発表された）。

## 形態
常緑つる性低木。枝には棘がないため扱いやすい。開花期は初夏で一期性。花は白か淡い黄色で、それぞれ一重咲と八重咲があり、直径2-3cmの小さな花を咲かせる。黄花の一重や白花には芳香はある。一般的にモッコウバラといった場合には、黄色の八重咲を指す。

## 性質
性質は強健で、病気も普通のバラと比べると少ない。成長も早く、けっこう大きくなるので地植えにはそれなりのスペースが必要とされる。
野生種の起源は不明である。ノイバラの台木に接ぎ木してもよいが、挿し芽でも簡単に増やすことができる。花芽の形成時期が8月末までに行われるため、それ以降に剪定をすると、翌年の開花数が少なくなってしまう。基本的には剪定はしない。行灯仕立てで販売されることがあるが、上述のように成長は極めて速く大きくなるので栽培は難しい。また、白花は黄花より開花が若干遅く、芳香性を持ってはいるが黄花ほど多花性は無い、成長も黄花に比べるとやや遅い。

## 利用
庭園などで、アーチやフェンスなどに用いる。生育が早く、大量に花をつけるため、大きなモッコウバラの開花時は圧巻である。バラの短所である棘がなく、病気、害虫にも強くバラとして理想的な性質を持っているが、一方、一期咲であること、黄花の八重咲に芳香がないこと、白と黄色しか花色がない事などの短所もある。そのために植える場所の選定や、芳香性のあるバラと組み合わせるなどの工夫が必要である。独立行政法人理化学研究所と株式会社マクランサが共同し、サイクロトロンを使ったイオンビーム育種法による品種改良がすすめられているが、赤やピンクの四季咲きのモッコウバラが登場すると利用の範囲も大幅に広がる。行灯仕立てで出回る。

## 文化財

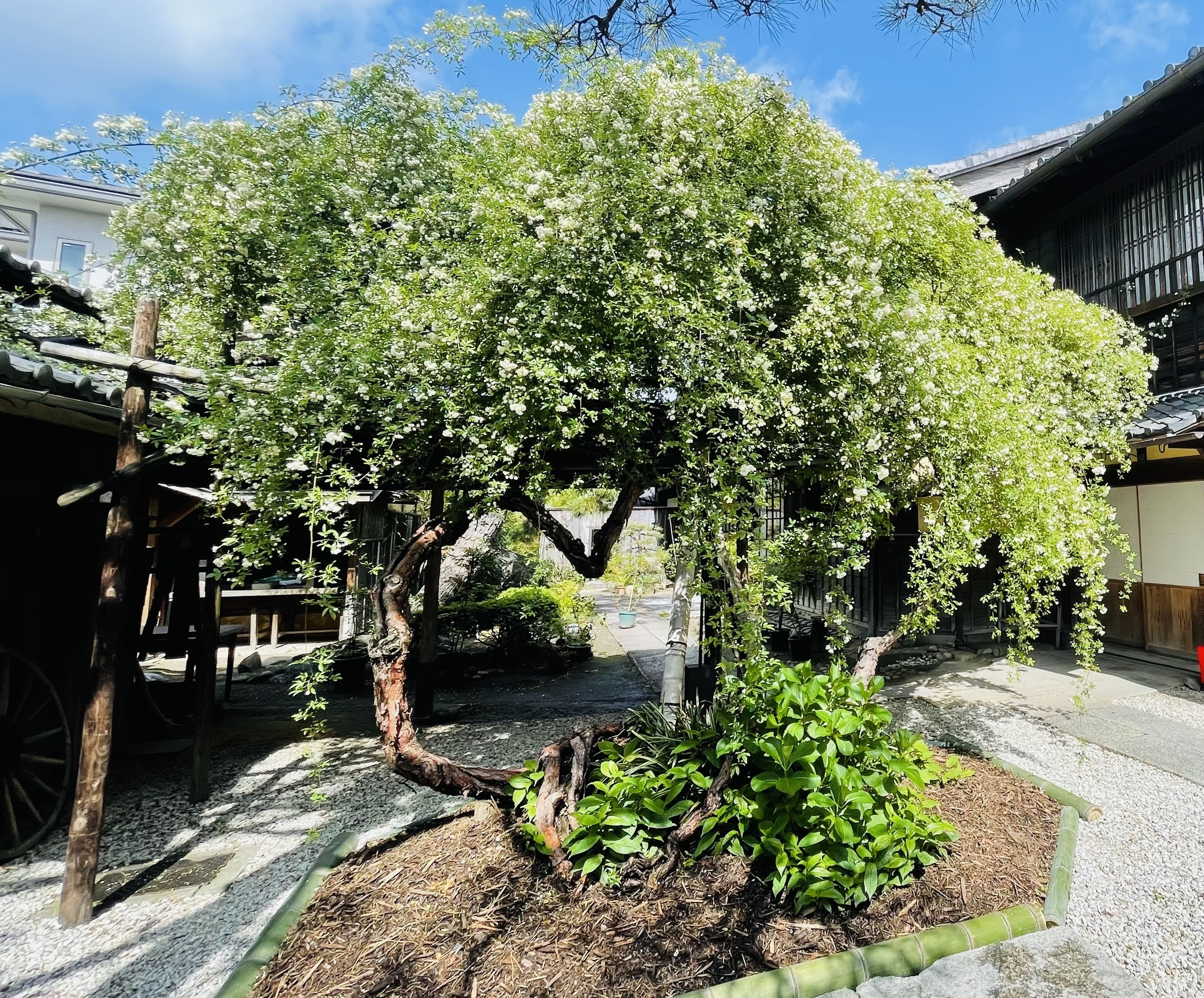
「萬三の白モッコウバラ」（半田市天然記念物）

- 萬三の白モッコウバラ - 愛知県半田市の小栗家住宅にあるモッコウバラ。樹齢は推定150年超[3][4]。モッコウバラとしては日本最古かつ最大級の枝ぶりとされる[3][4]。半田市天然記念物[3][4]。

## 品種
モッコウバラには多くの園芸種があるが、主な種類は以下のとおりである。それぞれ一重咲きと八重咲きとがある。黄モッコウ（ロサ・バンクシア・ルテア）は秋篠宮家第一女子・眞子内親王のお印である。
- 黄モッコウバラ
  - 一重:Rosa banksiae f. lutescens Voss（ロサ・バンクシア・ルテスケンス）
  - 八重:Rosa banksiae f. lutea Rehder（ロサ・バンクシア・ルテア）
- 白モッコウバラ
  - 一重:Rosa banksiae var. normalis（ロサ・バンクシア・ノルマリス）→ ローズヒップ
  - 八重:Rosa banksiae f. alboplena Rehder = Rosa banksiae Aiton 'Alba'（ロサ・バンクシア・アルバ）